# The Velvet Underground
The Velvet Underground a fost o formație americană de rock experimental, care a activat mai ales la sfârșitul anilor 60 și începutul anilor 70.
S-au format în New York City, avându-i ca membrii printre alții pe Lou Reed și John Cale, ei având cariere solo de succes după destrămarea formației.
Deși nu a avut prea mare succes comercial când erau împreună, formația este deseori citată de critici ca fiind una dintre cele mai influente formații ale erei lor și o inspirație pentru mulți muzicieni viitori.
The Velvet Underground au atras atenția asupra lor pentru prima dată când Andy Warhol i-a luat sub aripa sa, angajându-i să cânte la evenimentele sale multimedia intitulate Exploding Plastic Inevitable.
Prin atitudinea lor experimentală și nihilistă , the Velvet Undergound pot fi considerași ca fiind pivotali în nașterea muzicii punk și mai târziu a rockului alternativ.
Albumul lor din 1967 intitulat The Velvet Underground & Nico a fost plasat în 2003 de către revista Rolling Stone pe locul 13 pe lista celor mai bune albume scoase vreodată. În 2004, aceeași revistă i-a clasat pe locul 19 pe lista celor mai bune formații/artiști ai tuturor timpurilor.
La sfărșitul anului 1964 Lou Reed l-a întâlnit pe John Cale, un britanic care se afla în SUA la studii de muzică clasică. Au format grupul The Primitives, care a existat foarte scurt timp. După ce i-au inclus în grup pe Sterling Morrison la chitară, și pe Angus Mac Lise la percuție, grupul s-a numit The Warlocks, și mai târziu, The Falling Spikes.
Numele The Velvet Underground l-au luat de la cartea omonimă a lui Michael Leigh, carte care descrie subcultura sexuală secretă de la începutul anilor 60.
Primul concert plătit a fost Liceul Summit din New York, unde au primit $75, dar au cântat fără MacLise, care considera că a cânta pe bani este un compromis artistic pe care nu îl putea accepta. MacLise a fost înlocuit cu Maureen Tucker, sora mai mică a prietenului lui Morrison, Jim Tucker.
În 1965, Andy Warhol a devenit managerul grupului, și le-a sugerat să cânte cu cântăreața germană Nico. Tot el i-a ajutat să obțină un contract de înregistrări cu casa de discuri Verve Records.
The Velvet Underground au participat la evenimentele multimedia ale lui Andy Warhol, la care erau responsabili de muzică, până la ultimul eveniment de acest fel, în 1967.

## Istoric

### The Velvet Underground & Nico(1967)
Dupa ce Andy Warhol a devenit managerul grupului, el a sugerat ca modelul si vedeta fabricii, Nico, ar trebui să cânte in trupă. Membrii nu se simt confortabili cu sugestia, dar în cele din urmă cad de comun acord. Unele melodii au fost adaptate pentru a fi cântate de Nico, iar în timpul celor în care cântă Reed, ea a interpretat tamburina. 
Albumul de debut a fost înregistrat inițial în Scepter Studios, New York City, în primăvara anului 1966, însă, din motive neclare, câteva melodii au fost din nou înregistrate în TTG Studios, Los Angeles, alături de piesa Sunday Morning. El a fost lansat de Verve Records în anul următor, martie 1967. Coperta albumului este renumită pentru designul graficianului Andy Warhol: un autocolant galben cu banană, lângă vârf fiind printat ,,Peel slowly and see'' .Cei care au dezlipit ,,coaja de banană'' au descoperit o banană roz de dedesubt. Un zvon spune că lipiciul de pe autocolant conține LSD. 

Coperta albumului The Velvet Underground and Nico realizată de graficianul american Andy Warhol

Patru cântece relevă ritmul dinamic al trupei, I'm Waiting For My Man, Run Run Run, There She Goes Again și Heroin, celelalte reprezintă subgenul de pop psychedelic sau art rock. Andy Warhol a rămas profund impresionat de piesa  All Tomorrow's Parties, care a devenit preferata lui de pe album. Pe lângă ritmul liniștit din cântecele Sunday Morning și I'll Be Your Mirror , versurile altora includ abuzul de droguri (I'm Waiting For My Man, Heroin) și sadomasochismul - piesa Venus In Furs, inspirată după romanul cu același nume al lui Leopold von Sacher-Masoch.
Kurt Loder aseamănă ,, toate accesele de mâine instrumentală" cu "o capodoperă fascinantă a gothic-rock-ului,, . The Black Angels Death Song și European Son - Lou Reed le-a dedicat profesorului său din Siracuza, Delmore Schwartz. 
Sunetele generale sunt alcătuite din violă, bas, chitară experimentală, chitară influențată de R & B sau country, baterie simplă și constantă, la care se adaugă o voce masculină (Lou Reed) sau una feminină (Christa Päffgen). O tehnică folosită în multe melodii a fost "drone strum", sunetul scos de o chitară ritmică  folosit de Reed. Deși Cale a fost basistul obișnuit al trupei, el a început să cânte la violă și tastatură. Astfel Morrison a devenit basistul trupei în ciuda competenței sale asupra instrumentului. De aceea Reed și Morrison interpretau uneori chitara obișnuită cu Cale pe violă și tastatură. Astfel, în unele melodii se justifică lipsa basului. Melodiile au fost adaptate pentru a fi cântate de Nico, iar în timpul celor în care cântă Reed, ea interpreta tamburina. Muzica lor are un domeniu larg de aplicație, în care intrumentația, vocea și alte caracteristici specifice acționează sub forma unui liant expresiv. Se observă alternarea genurilor folk și rock, rock ce devine sacadat, monoton cu o tonalitate substanțial „etnică“. Elementul cel mai armonic îl constituie intonația versurilor acompaniate în unele piese de o violă electrică. Nico, cu vocea sa profundă și accentul german, contribuie la o impresie plăcută a albumului. 
În 1966 Angus McLise a revenit pentru o scurtă perioadă de timp în trupă, deoarece Lou Reed a suferit de hepatită, iar asta îl împiedica să performeze în unele concerte care erau deja programate. În timpul acestor spectacole, Cale a cântat și a interpretat orga, iar Tucker basul. În aceste apariții, formația încerca să cânte o piesă improvizată care a devenit cunoscută sub numele de "The Booker T" în onoarea conducătorului grupului Booker T & The MGs. Piesa va deveni cântecul The Gift inclus în White Light/White Heat .
Albumul a fost lansat pe 12 martie 1967, atingând numărul 171 din 200 în revista Billboard. Creșterea comercială a albumului a fost împiedicată, deoarece albumul a inclus o fotografie a grupului pe scenă cu o imagine neautorizată a actorului Eric Emerson din filmul lui Andy Warhol, Chelsea Girls, proiectată în spatele lor . Emerson a făcut o cerere de 500.000 $ pentru a-și folosi imaginea. În loc să-l despăgubească pe Emerson, MGM Records a anulat distribuția albumului timp de două luni, până când problemele juridice au fost rezolvate.  Înregistrarea și-a pierdut ritmul comercial modest, iar restul a fost eliminat din copiile albumului. În momentul în care s-a redistribuit în magazine, The Velvet Underground & Nico s-a confruntat cu o concurență rigidă pe piață. În ceea ce privește întârzierea MGM / Verve a lansării albumului, managerul de afaceri al lui Warhol, Paul Morrissey, a mărturisit : ,,Verve / MGM nu știau ce sa facă cu The Velvet Underground & Nico pentru că suna atât de ciudat și nu l-au eliberat timp de aproape un an, iar Tom Wilson de la Verve / MGM a cumparat albumul de la mine din cauza lui Nico...''. În 1982, Brian Eno a spus că, în timp ce albumul s-a vândut doar în 30.000 de exemplare în primii săi ani, ,,toți cei care au cumpărat unul din acele 30.000 de exemplare au format o trupă'' .
Warhol a filmat trupa repetitiv și rezultatul este filmul The Velvet Underground & Nico: O simfonie a sunetului. Această filmare era de obicei proiectată în timpul primelor spectacole ale trupei. Paul Morrisey a realizat un spectacol de lumini, dansatori și proiecții în care formația performa.

### White Light/ White Heat (1968)
Nico a părăsit The Velvet Underground după ce aceștia au rupt legătura cu Andy Warhol. 
Reed a comentat o dată despre plecarea lui Warhol : "[Warhol a întrebat] Vreți să cântați la nesfârșit în săli de muzee și la festivaluri de artă? Sau preferați să deveniți
faimoși?,,. M-am gândit mult timp la ce a spus, după care l-am concediat. Niciodată nu l-am văzut atât de furios. Era foarte furios, m-a numit ,,un șobolan,,. A fost cel
mai rău lucru la care se putea gândi.[38] Steve Sesnick a fost adus drept înlocuitor al manager-ului trupei, iar acest lucru l-a întristat pe Cale. Cale credea că Sesnick i-a impus lui Lou Reed să fie lider al trupei. Atât Cale cât și Reed l-au poreclit pe manager Snake (Șarpe), amintindu-l în diferite interviuri.
În septembrie 1967, Velvet Underground a început să înregistreze al doilea album, White Light / White Heat, cu producătorul Tom Wilson. Albumul este considerat mult mai radical decât The Velvet Underground & Nico. Se deosebește prin utilizarea distorsiunii muzicale și versurilor profunde (în I Heard Her Call My Name și cântecul Sister Ray cu durata de 17 minute, ce devine în 1980 cover al trupei Joy Division de pe albumul live Still).
The Velvet Underground, una dintre primele trupe de rock, inovatoare a genului muzical, a început în mod deliberant să adopte idei estetice și tradiționale ale sunetului.

White Light/ White Heat, cel de-al doilea album de studio al trupei, lansat în 1968.

Reacția unei chitare vehemente și tamburului ,,agresiv,, , adesea metronomic, individualizează conținutul albumului. În plus, formația a experimentat tehnica stereo.
În piesa The Gift, chitara descrie în sunete povestea unei morți bizare.
The Velvet Underground au adoptat o schimbare radicală a stilului instrumental inspirat din The Jimi Hendrix Experience (Star Bangled Banner), The Beatles (Tomorrow Never Knows de pe albumul Revolver), The Rolling Stones (Satanic Majesties Request) și alte grupuri psihedelice din SUA.
Cu toate acestea, White Light / White Heat nu evoluează concret în transpunerea artistică în versuri așa cum se întâmplă în albumul  The Velvet Underground & Nico. Cele mai semnificative rămân piesele Sunday Morning și I'll be your mirror. White Light / White Heat, fiind un album experimental, nu a avut succes pe plan comercial.
Trupa a cântat de multe ori în concerte, iar performanțele lor au inclus un număr mare de cântece improvizate.
Warhol a aranjat ca trupa să obțină de la Vox folosirea gratuită unui echipament care includea pedale cu efecte speciale. Sterling Morrison a preconizat că The Velvets va fi prima trupă americană care primește aprobarea lui Vox pentru folosirea instrumentelor:
,,Muzica devenea un mod fantastic de a-ți exprima sentimentele, pentru că toată lumea juca atât de intens, și am avut atât de multe junk-uri electronice în studio - toate aceste mașinării psihedelice. Gary Kellgren, care este ultra-competent, ne-a spus-o în repetate rânduri: "Nu puteți să o faceți - toate indicatoarele acele sunt roșii". Și am reacționat ca de obicei: "Uite, nu știm ce se întâmplă acolo și nu vrem să auzim despre asta. Doar fă tot ce poți." Și astfel albumul este fuzzy, tot zgomotul pur... am vrut să facem ceva electronic și energic. Am avut energia și electronica, dar n-am știut că nu s-a înregistrat așa ceva până acum ... ce am încercat să facem era să prăjim cu adevărat amplificatorul. ,,
Cale a afirmat că, în timp ce debutul avea momente de fragilitate și frumusețe, White Light / White Heat a redat conștient estetica urâtului. 
Albumul a fost lansat pe 30 ianuarie 1968, fiind prezent în graficul Billboard Top 200 timp de două săptămâni, poziționându-se pe locul 199.
Tensiunile creșteau : grupul se săturase să nu primească recunoaștere în industria muzicii, iar între Reed și Cale au apărut divergențe . Ultimele sesiuni de înregistrare pe care le-a avut trupa cu John Cale au fost în 1968:  trei melodii asemănătoare genului pop, pe care Lou Reed le favoriza ("Temptation Inside Your Heart", "Stephanie Says" și "Being to See the Light") și o piesă în care era prezentă violina ("Hey Mr. Rain").  Mai mult, unele melodii pe care trupa le-a interpretat cu Cale în concert nu au fost înregistrate decât după ce acesta a părăsit trupa (,,Walk It and Talk It", "Ride into the Sun" și ,,Countess From Hong Cong,,).
Reed i-a chemat pe Morrison și Tucker la o întâlnire în Cafe-ul Riviera, în satul West, informându-i despre decizia de a-l concedia pe Cale. Când Morrison a obiectat, Reed afirmă că, dacă Cale nu demisionează, trupa se va destrăma. Morrison și Tucker nu erau mulțumiți de această idee, dar se confruntau cu alegerea între lipsa lui Cale sau lipsa întregii trupe. În cele din urmă toți au fost de acord să-l scoată pe Cale din formație.
S-a raportat adesea că înainte de plecarea lui Cale a existat o luptă între impulsurile sale creatoare și tendințele lui Reed: tendințele experimentale ale lui Cale contrastau cu abordarea convențională a lui Reed. Potrivit lui Tim Mitchell, Morrison a raportat că, deși există o tensiune creativă între Reed și Cale, impactul ei a fost exagerat de-a lungul anilor. Cale a jucat în ultimul spectacol cu formația Tea Party din Boston în septembrie 1968, după care a fost concediat.

### The Velvet Underground(1969)
Albumul a fost înregistrat la sfârșitul anului 1968 și scos pe piață în martie 1969. Fotografia copertei albumului îi aparține lui Billy Name. Albumul nu a intrat în Top 200 pe lista Billboard.

### Loaded(1970)
După ce formației nu i-a fost prelungit contractul cu Verve Records din cauza lipsei de succes comercial, au semnat un contract de înregistrări cu Atlantic Records. Albumul Loaded va fi ultimul album înregistrat cu Lou Reed, și include unele dintre cele mai cunoscute melodii compuse de Reed, "Sweet Jane” și “Rock and Roll.”
În august 1970, Lou Reed a părăsit formația din cauza lipsei de succes comercial și a conflictelor cu managerul Steve Sesnick.
Formația a continuat să meargă în turnee în SUA și Europa, dar după un timp Sterling Morrison a părăsit formația pentru o carieră academică. A fost înlocuit cu Willie Alexander.
Pe când se aflau în turneu în Marea Britanie, au semnat un contract cu casa de discuri Polydor Records, dar albumul Squeeze a fost practic înregistrat doar de Doug Yule cu ajutorul unor muzicieni de studio. Albumul a fost criticat aspru de criticii de specialitate, deseori nefiind inclus pe lista albumelor oficiale ale formației.
Formația a fost inclusă în Rock and Roll Hall of Fame în 1996.

## Discografie

### Albume de studio
- The Velvet Underground & Nico (12 martie 1967)
- White Light/White Heat (30 ianuarie 1968)
- The Velvet Underground (martie 1969)
- Loaded (septembrie 1970)
- Squeeze (februarie 1973)

### Albume live
- Live at Max's Kansas City (30 mai 1972)
- 1969: The Velvet Underground Live (septembrie 1974)
- Live MCMXCIII (26 noiembrie 1993)
- Final V.U. 1971-1973 (august 2001)
- Bootleg Series Volume 1: The Quine Tapes (16 octombrie 2001)

### Colecții și compilații
- VU (februarie 1985)
- Another View (septembrie 1986)
- The Best of The Velvet Underground: Words and Music of Lou Reed (octombrie 1989)
- Chronicles (1991)
- What Goes On (1993)
- Peel Slowly and See (26 septembrie 1995)
- The Best of Lou Reed & Velvet Underground (1995)
- Fully Loaded (18 februarie 1997)
- The Best of The Velvet Underground: The Millennium Collection (octombrie 2000)
- Rock and Roll: an Introduction to The Velvet Underground (2 iulie 2001)
- The Velvet Underground & Nico (Deluxe Edition) (25 iunie 2002)
- The Very Best of the Velvet Underground (31 martie 2003)
- Gold (14 iunie 2005)
- Playlist Plus (29 aprilie 2008)